# TeXnicCenter
TeXnicCenter es un editor software libre de LaTeX para Windows, el cual integra en sí mismo las herramientas necesarias para la composición de texto científico, desde una ventana de compilación integrada, una completa ayuda y manual de LaTeX para los usuarios primerizos, así como un entorno personalizable para los usuarios avanzados.
La última versión es la 1 Beta 7.01 (Greengrass), que como su propio desarrollador indica, es aún inestable, aunque perfectamente utilizable.

## Interoperabilidad con otro software
TeXnicCenter está diseñado para trabajar con la distribución MiKTeX. Por ello, tras instalarse, TeXnicCenter reconoce los ejecutables de MiKTeX y establece las rutas a los compiladores de consola de esta distribución.
De forma similar, en caso de estar disponible también se puede configurar un visor para los documentos PDF generados, como Adobe Acrobat Reader/Professional o Foxit Reader. Acrobat puede configurarse para cerrar un documento PDF al recompilarlo con LaTeX. Estas operaciones pueden llevarse a cabo mediante llamadas Dynamic Data Exchange.
Las instrucciones para configurar TeXnicCenter para trabajar con Adobe Acrobat Reader/Professional 7.x se encuentran en . Estas instrucciones funcionan con la versión 8.0.0, pero las llamadas Dynamic Data Exchange tienen que modificarse debido a un bug en esta versión de Acrobat.